# Камо (Ніїґата)
37°40′ пн. ш. 139°02′ сх. д. / 37.667° пн. ш. 139.033° сх. д.

Камо́ (яп. 加茂市, かもし, МФА: [kamo ɕi̥])— місто в Японії, в префектурі Ніїґата.

## Короткі відомості
Розташоване в центральній частині префектури, на березі річки Камо, притоки річки Сінано. Виникло на основі торгового містечка раннього нового часу. Отримало статус міста 3 жовтня 1954 року. Назване на честь кіотоського святилища Камо, яке володіло територією міста протягом 8 — 16 століть. Через зв'язок із стародавньою столицею інколи називається «Малим Кіото провінції Етіґо». Основою економіки є металургія та текстильна промисловість. Традиційне ремесло — виготовлення камоського шовку та меблів з павловнії. В місті розташоване синтоїстське святилище Омі. Станом на 1 квітня 2009 площа міста становила 133,68 км². Станом на 1 червня 2011 населення міста становило 29 455 осіб.